# Soft-микропроцессор
Soft-микропроцессор (также «микропроцессор с программным ядром») — микропроцессорное ядро, которое может быть полностью создано с использованием только логического синтеза. Реализуется с использованием различных полупроводниковых устройств, содержащих программируемую логику (ПЛИС — например, ASIC, FPGA, CPLD).

Большинство систем, если они используют soft-процессор вообще, использует единственный soft-процессор. Однако, максимальное число ядер фактически ограничено лишь ресурсами конкретной ПЛИС, что может быть полезным в специфических проектах. В подобных многоядерных системах редко используемые ресурсы могут быть разделены между всеми ядрами в кластере в соответствии с «Бритвой Яна». 
Бритва Яна: При проектировании многопроцессорной системы на кристалле стремитесь исключить всё, кроме минимального набора функций каждого процессорного элемента, чтобы максимизировать число процессоров на один кристалл. 
Jan Gray

## Сравнительная таблица микропроцессорных ядер
| Название      | Производитель         | Open Source        | Поддерживаемая шина | Примечание                                                                        | Страница проекта                      |
| ------------- | --------------------- | ------------------ | ------------------- | --------------------------------------------------------------------------------- | ------------------------------------- |
| TSK3000A      | Altium                | Нет — Royalty Free | Wishbone            | 32-битный RISC-процессор модифицированной гарвардской архитектуры, в стиле R3000  | Embedded Design on Altium Wiki        |
| TSK51/52      | Altium                | Нет — Royalty Free | Wishbone / 8051     | 8-битный, совместимый с системой команд Intel 8051, lower clock cycle alternative | Embedded Design on Altium Wiki        |
| OpenSPARC T1  | Sun                   | Да                 |                     | 64-битный                                                                         | OpenSPARC.net                         |
| MicroBlaze    | Xilinx                | Нет                | PLB, OPB, FSL, LMB  | 32-битный RISC-процессор гарвардской архитектуры                                  | Xilinx MicroBlaze                     |
| PicoBlaze     | Xilinx                | Да                 |                     | 8-битный                                                                          | Xilinx PicoBlaze                      |
| Nios, Nios II | Altera                | Нет                | Avalon              |                                                                                   | Altera Nios II                        |
| Cortex-M1     | ARM                   | Нет                |                     |                                                                                   |                                       |
| H2 Forth CPU  | Richard James Howe    | Да                 |                     |                                                                                   | H2 Forth CPU                          |
| Mico32        | Lattice               | Да                 | Wishbone            |                                                                                   | LatticeMico32                         |
| LEON 3        | ESA                   | Да                 | AMBA                | совместим со SPARC V8                                                             | Gaisler                               |
| OpenRISC      | OpenCores             | Да                 |                     | 32-битный; Done in ASIC, Altera, Xilinx                                           | OR1K                                  |
| AEMB          | Shawn Tan             | Да                 | Wishbone            | MicroBlaze EDK 3.2 compatible Verilog core                                        | AEMB (недоступная ссылка)             |
| OpenFire      | Virginia Tech CCM Lab | Да                 | OPB, FSL            | Двоично совместимый с MicroBlaze                                                  |                                       |
| PacoBlaze     | Pablo Bleyer          | Да                 |                     | Совместимый с PicoBlaze                                                           | PacoBlaze                             |
| xr16          | Jan Gray              | Нет                | XSOC abstract bus   | 16-битный RISC-процессор + СНК описаны в журнале Circuit Cellar Magazine #116-118 | XSOC/xr16                             |
| Zet           | Zeus Gómez Marmolejo  | Да                 | Wishbone            | клон x86 ПК, совместимый с 8086                                                   | Zet Архивировано 12 января 2013 года. |